# Seikilos-søjlen
Seikilos-søjlen har en gravindskrift og et digt med den ældste intakte komposition fra den græske oldtid. På søjlen ses antikke græske noder og bogstaver. Søjlen stammer fra Smyrna i Lilleasien, der i antikken var græsk, og var et gravmonument. Seikilos-søjlen er på Nationalmuseet.

## Indskriften
De første fem linjer på Seikilos-søjlen nævner, at den er opstillet af Seikilos. De næste seks linjer er et lille digt, og mellem linjerne er der musikalske tegn, de såkaldte notationer. De sidste to ord på stelen er Σείκιλος Εὐτέρ[πῃ], Seikilos Euter[pei]. Det betyder (fra) Seikilos (til) Euterpe. Det antages, at gravindskriften blev opstillet af Seikilos til måske hans kone Euterpe. Den danske oversættelse af gravindskriften og digtet lyder:
Jeg er en gravsten, et ikon. Seikilos satte mig her, som et evigt tegn på det udødelige minde.
Skjul ikke dit lys så længe du lever, 

sørg aldrig helt til bunds,

livet løber kun en kort stund,

tiden sætter en fast termin

[fra] Seikilos [til] Euterpe …

## Søjlens historie
Seikilos-søjlen dukkede op ved anlægning af en jernbane ved Izmir. Indskriften blev offentliggjort i 1883 af sir W. M. Ramsay, og den blev en del af De Jong Collection i Bouria i nærheden af Smyrna (nu Izmir).
Under den græsk-tyrkiske krig (1919-1922) brændte byen i 1922, og Seikilos-søjlen forsvandt sporløst i 35 år. Men den dukkede op igen nu i en tyrkisk dames have. Her var den blomsterstativ; det er grunden til, at den nederste linje er delvist ødelagt. Stelens genopdagelse blev annonceret i 1957, og i 1966 blev den erhvervet af Nationalmuseet i København, hvor den står i museets Antiksamling på 3. sal.

## Antikke musikkompositioner
Der kendes i dag omkring 50 eksempler på antik musik fra klassisk til romersk tid. De fleste er nedskrevet på papyri, og kun tre er bevarede på sten. To er fragmenter af en indskrift fra Apollon-helligdommen i Delfi fra ca. 127 f.Kr. Indskriften nævner to komponister: Athenaeus og Limenius. De komponerede musikken til en koropførelse, og både tekst og nodetegn er hugget ind i athenernes skatkammers ydervægge.
Den tredje komposition på sten er Seikilos-søjlen. Skønt materialet er sparsomt, viser det, at der eksisterede et nodesystem i den græske verden i 200-tallet f.Kr. eller måske allerede i 300-tallet f.Kr. Der var formentlig to nodesystemer: et for instrumentalmusik og et for vokalmusik, men de blev formentlig kun anvendt af professionelle komponister og korledere. Andre lærte melodierne ved at lytte til dem.
Der er intet der tyder på, at det græske nodesystem overlevede til middelalderen. Men i byzantinsk tid og den tidlige renæssance er der tilføjet notationer efter det græske system.

## Eksternt link
- De første noder? (Webside ikke længere tilgængelig)